# تسنم الرأس وارتفاق الأصابع
تسنم الرأس وارتفاق الأصابع (بالإنجليزية: Acrocephalosyndactylia أو acrocephalosyndactyly)‏ هي حالات تظهر فيها تعظم الدروز الباكر وارتفاق الأصابع.

## التصنيف
- النوع الأول: متلازمة أبير[2][3]:577
- النوع الثاني: متلازمة كروزن[3]:577[4]
- النوع الثالث: متلازمة ساثري - تشوتزين[5]
- النوع الخامس: متلازمة فايفر[6][7]

أما مصطلح «تسنم الرأس وارتفاق الأصابع العنشي» (بالإنجليزية: acrocephalopolysyndactyly)‏ ففيه ظهور كثرة الأصابع، وأنواعه:
- النوع الأول: متلازمة نواك، وتصنف حاليا على أنها ضمن متلازمة فايفر.[7]
- النوع الثاني: متلازمة كاربنتر.[8]
- النوع الثالث: متلازمة سقطي-نيهان-تيسديل.[9]
- النوع الرابع: متلازمة غودمان،[10][11] وتصنف حاليا على أنها ضمن متلازمة كاربنتر.[12]
- النوع الخامس: متلازمة فايفر.